# Umywalka

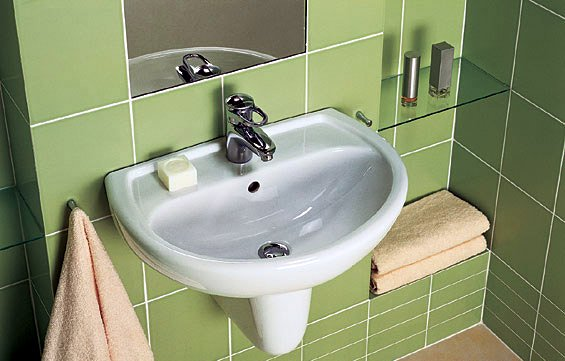
Umywalka

Umywalka – element wyposażenia łazienki, służący do mycia rąk i twarzy (rzadziej innych części ciała, czy prania). Urządzenie to składa się najczęściej z płytkiego naczynia i powierzchni odkładczej. Najczęściej wykonane jest z ceramiki – rzadziej stosowane materiały to: szkło, kamień naturalny, żeliwo, tworzywa sztuczne, stal nierdzewna). W dolnej części misy znajduje się otwór odpływowy – często, choć nie zawsze, połączony z otworem przelewowym. Zasilanie umywalki w wodę bieżącą odbywa się za pomocą baterii umywalkowej. Odpływ wody następuje przez zawór odpływowy zamykany korkiem, korkiem automatycznym lub korkiem z systemem "klik-klak" (click-clack).

## Sposoby podziału umywalek
Podział ze względu na sposób instalacji:
- podwieszana
- stojąca
- stawiana na blat (nablatowa)
- półblatowa
- podblatowa
- blatowa (wpuszczana w blat)
- narożna

Wszystkie umywalki mogą być symetryczne i asymetryczne, z otworem i bez, z przelewem i bez oraz przystosowane do montażu na meblu – umywalka meblowa. Do umywalek meblowych produkuje się specjalnie przystosowane szafki podumywalkowe.
W celu ukrycia elementów instalacji odpływowej i zasilającej stosuje się postumenty i półpostumenty. Postument jest kolumną stojącą na podłodze, dostawioną do ściany, jego zadaniem nie jest podparcie umywalki (są nieliczne wyjątki od tej zasady). Półpostument jest przykręcany lub zawieszany pod umywalką i nie sięga podłogi.

## Odpływ
Producenci stosują dwa rodzaje znormalizowanych odpływów (tzw. zawór odpływowy) o średnicy 1¼'.
Funkcjonalnym odpowiednikiem umywalki w kuchni jest zlewozmywak.